# Pseudosparianthis jayuyae
Pseudosparianthis jayuyae är en spindelart som beskrevs av Alexander Petrunkevitch 1930. Pseudosparianthis jayuyae ingår i släktet Pseudosparianthis och familjen jättekrabbspindlar.
Artens utbredningsområde är Puerto Rico. Inga underarter finns listade i Catalogue of Life.